# Kajita Takaaki
Kajita Takaaki (梶田隆章, Kajita Takaaki, sinh năm 1959) là một nhà vật lý Nhật Bản, nổi tiếng với thí nghiệm neutrino tại Kamiokande và cơ sở kế nhiệm của nó Siêu-Kamiokande. Năm 2015, ông nhận giải Nobel vật lý cùng với Arthur B. McDonald.
Ủy ban Nobel trao giải cho hai nhà khoa học này vì "những đóng góp trọng yếu của họ đối với các thử nghiệm cho thấy hạt neutrino (một loại hạt hạ nguyên tử sinh ra từ sự phân rã của các nguyên tố phóng xạ) thay đổi tính đồng nhất. Sự biến đổi này đòi hỏi các hạt neutrino phải có khối lượng".
"Khám phá này đã thay đổi vốn hiểu biết của chúng ta về các hoạt động ở tận trong cùng của vật chất và có thể chứng minh thiết yếu đối với quan điểm của chúng ta về vũ trụ".
Kajita sinh năm 1959 ở Higashimatsuyama, Saitama. Ông đã kết hôn với Michiko sinh sống ở Toyama.
Kajita nghiên cứu tại Đại học Saitama (hoàn thành năm 1981) và nhận bằng tiến sĩ năm 1986 tại Đại học Tokyo. Từ năm 1988, ông đã công tác tại Viện Nghiên cứu vũ trụ xạ, Đại học Tokyo, nơi ông trở thành một trợ lý giáo sư năm 1992 và Giáo sư năm 1999.
Ông đã trở thành Giám đốc Trung tâm Neutrino Vũ trụ tại Viện Nghiên cứu tia vũ trụ (ICRR) vào năm 1999. Thời điểm năm 2015, ông làm tại Viện Kavli cho vật lý và toán học của vũ trụ ở Tokyo và Giám đốc của ICCR.